# Sri-lankische Fußballnationalmannschaft (U-23-Männer)
Die sri-lankische U-23-Fußballnationalmannschaft ist eine Auswahlmannschaft sri-lankischer Fußballspieler. Sie untersteht dem sri-lankischen Fußballverband FFSL und repräsentiert diesen international auf U-23-Ebene, etwa in Freundschaftsspielen gegen die Auswahlmannschaften anderer nationaler Verbände, bei U-23-Asienmeisterschaften sowie den Fußballturnieren der Olympischen Sommerspiele und der Südasienspiele.
Bisher konnte sich die Mannschaft nicht für das olympische Fußballturnier oder die U-23-Asienmeisterschaft qualifizieren. Bei den Südasienspielen 2004 gewann Sri Lanka die Bronze- und 2006 die Silbermedaille.
Spielberechtigt sind Spieler, die ihr 23. Lebensjahr noch nicht vollendet haben und die sri-lankische Staatsangehörigkeit besitzen.

## Bilanzen
| Olympische Spiele - 1992: Nicht qualifiziert - 1996: Nicht teilgenommen - 2000 bis 2004: Nicht qualifiziert - 2008: Nicht teilgenommen - 2012 bis 2020: Nicht qualifiziert U-22-/23-Asienmeisterschaften - 2014 bis 2016: Nicht qualifiziert - 2018: Zurückgezogen - 2020: Nicht qualifiziert | Südasienspiele - 2004: Dritter - 2006: Zweiter - 2010: Gruppenphase - 2016: Gruppenphase |